# S Ori 65
S Ori 65 ist ein L-Zwerg (Spektralklasse L3.5±2) im Sternbild Orion. Er wurde 2000 von Maria Rosa Zapatero Osorio et al. entdeckt.